# 嶋崎丞
嶋崎 丞（しまさき すすむ、1932年4月17日 - 2019年12月19日）は、日本の陶磁器研究家。

## 生涯
石川県小松市生まれ。立教大学卒業、九州大学大学院文学研究科国史学専攻修士課程修了。1959年石川県美術館職員となる。資料課長、専業課長、1980年石川県立美術館開設準備室長、1983年石川県立美術館副館長、1991年館長。石川県七尾美術館館長、石川県文化財保存修復工房所長を兼任する。
2019年12月18日にホテル日航金沢で開かれていた「第60回美術家まつり」の席上で意識を失い、翌12月19日に虚血性心疾患のため石川県立中央病院で死去した。87歳没。

## 親族
兄に嶋崎弘（雲井社長）、嶋崎均（参議院議員）、嶋崎譲（政治学者・衆議院議員）、東方歩（東洋交通社長）、妹に嶋崎晶子（立正短期大学教授）がいる。

## 著書
- 『日本の陶磁 九谷』保育社 カラーブックス 1979

### 共著編・監修
- 『日本陶磁全集 26 古九谷』編集・解説 中央公論社 1976
- 『日本やきもの集成 4 北陸』共著 平凡社 1981
- 『日本の美術館 5 甲信越/北陸』西川新次共責任編集 ぎょうせい 1986
- 『九谷焼 歴代の作品でつづる九谷焼の歴史』監修 正和久佳,相上芳夫編 石川県九谷陶磁器商工業協同組合連合会 1997
- 『蒔絵大場松魚』大場松魚, 柳橋眞共著 大堀一彦撮影 アローアートワークス 1997
- 『加賀前田家百万石の茶の湯 利家から現代まで』監修 淡交社 2002

## 論文
- <嶋崎丞